# Lubowidz
Lubowidz é um município da Polônia, na voivodia da Mazóvia e no condado de Żuromin. Está localizada nas margens do rio Wkra, na estrada de Lidzbark Welski para Żuromin, a 10 km de Żuromin. Estende-se por uma área de 5,27 km², com 1 798 habitantes, segundo os censos de 2013, com uma densidade populacional de 341,2 hab/km².
Lubowidz obteve os direitos de cidade em 1521, mas os perdeu em 1660, após as guerras suecas. A cidade recuperou seus direitos em 1 de janeiro de 2019.
O município é a sede da comuna de Lubowidz e da paróquia católica de Santo André, o Apóstolo.

## Localização
A cidade está localizada na margem do rio Wkra, na estrada de Lidzbark Welski para Żuromin, a 10 km de Żuromin, na orla do parque paisagístico Górzniów-Lidzbark.

## História
O nome da cidade vem do antigo nome pessoal polonês Lubowid..
A primeira menção desta cidade vem de 1345, quando o duque de Płock, Bolesław III (1336–1351), doou a vila a Wojciech e, Mikołaj Nagorek, a transferiu para a lei alemã. "(...) Em 1531, o rei Sigismundo I da Polônia concedeu à vila os direitos de cidade. Os donos da cidade, Jan e Wojciech Lubowidzki, ocupavam os cargos de escritores reais em sua corte". Após as guerras suecas, Lubowidz perdeu seus direitos municipais. A paróquia de Lubowidz provavelmente foi fundada pelo bispo Clemente no segundo semestre do século XV. Até 1908, Żuromin pertencia a essa paróquia.
Após a Segunda Guerra Mundial foi a sede da comuna rural de Rozwozin. Nos anos 1975-1998, a cidade pertenceu administrativamente à voivodia de Ciechanów.
Em 10 de julho de 1968, um incendiou quase destruiu totalmente o povoado. Até hoje, poucas casas de madeira sobreviveram. Digna de nota é a casa, que antes da Segunda Guerra Mundial servia como escola.

## Consulta local sobre a concessão dos direitos de cidade (2018)
Em 16 de janeiro de 2018, os conselheiros da comuna de Lubowidz publicaram uma resolução sobre a realização de consultas públicas sobre a concessão de direitos de cidade a Lubowidz; as consultas foram realizadas de 15 de fevereiro a 15 de março de 2018; estava planejado incluir Galumin, Pątki e Dziwy dentro das fronteiras administrativas da futura cidade. Pela resolução 306/LV/2018, de 28 de março de 2018, o Conselho da Comuna solicitou a concessão a Lubowidz dos direitos de cidade.
Na primeira minuta de regulamento do Ministério da Administração Interna de 4 de julho de 2018, Lubowidz não seria incluída entre as futuras cidades. No entanto, em 17 de julho de 2018, a Comissão Mista de Governo e Governo Local tratou do regulamento do Conselho de Ministros sobre o estabelecimento dos limites de certos municípios e vilas e dar a certas cidades o status de cidade. O Ministério do Interior e da Administração entrou com uma emenda ao regulamento para incluir Lubowidz entre as cidades às quais seria concedido o status de cidade. Os seguintes critérios foram atendidos: alto apoio tanto dos habitantes de Lubowidz (80,7%) quanto do restante do município (84,6%) com uma participação muito alta em consultas (mais de 60%); o apoio do voivoda da Mazóvia; direitos municipais desde 1531 (e por ser uma cidade privada, não foi desenvolvida nenhuma praça de mercado); um centro claramente educado (secretaria municipal, escola, igreja); uma área urbanizada compacta. Segundo as alegações, Lubowidz foi incluída no documento final. Em 1 de janeiro de 2019, o status da cidade foi restaurado.

## Monumentos
Na cidade, merece atenção o antigo moinho no rio Wkra (convertido em uma usina), um cemitério com uma capela antiga e florestas circundantes (com numerosas espécies), prados e o leito do rio Wkra.
Em Lubowidz, há uma igreja de madeira de 1802 cercada por tílias (monumentos da natureza). É a segunda igreja construída nesse local. A primeira provavelmente de meados do século XIV, graças aos fundadores - os irmãos Nagorek - incendiou-se em 30 de maio de 1798. O fundador da nova igreja foi K. Sierakowski - o proprietário de Lubowidz. A consagração ocorreu em 10 de maio de 1804. O interior da igreja é dividido em três naves por cinco pares de colunas da ordem toscana. Existem três altares na igreja: o altar principal do início do século XIX, em que existem pinturas: da Mãe de Deus com o menino Jesus, entregando o rosário a São Domingos de Gusmão, e a de Santo André, o Apóstolo. Nas laterais esculturas dos Evangelistas. No retábulo do andar superior, imagem de São José com o menino Jesus, e nas laterais as esculturas dos santos Pedro e Paulo, os Apóstolos; altares laterais: o Sagrado Coração de Jesus e Nossa Senhora com o Menino, Santo Antônio de Pádua com o Menino Jesus; São Valentim e São Roque. O policromado (1966) e o vitral (1968) foram fabricados por H. Domurat. Particularmente dignos de nota na igreja são: o púlpito de 1825, órgão do século XVIII com esculturas de músicos tocando trompete, tambor e violino, túmulo de meados do século XIX, dois crucifixos dos séculos XVIII a XIX, relicário em forma de cruz do bispo Clemente, três vestes litúrgicas feitas de tecidos: brocado de veludo, tecido francês, damasco do século XVIII a XIX e vitrais. A igreja tem uma fonte batismal em estilo clássico por volta de 1825. Aqui receberam o sacramento do batismo: o beato bispo Leon Wetmański - mártir da Segunda Guerra Mundial e a beata Klara Ludwika Szczęsna (Madre Clara), cofundadora da Congregação feminina das Servas do Sagrado Coração de Jesus (Irmã do Coração).